# Neohelvibotys
Neohelvibotys és un gènere d'arnes de la família Crambidae.

## Taxonomia
- Neohelvibotys arizonensis
- Neohelvibotys boliviensis
- Neohelvibotys nayaritensis
- Neohelvibotys neohelvialis (Capps, 1967)
- Neohelvibotys oxalis
- Neohelvibotys pelotasalis
- Neohelvibotys polingi
- Neohelvibotys saltensis